# Actium

Schlacht bei Actium 31 v. Chr.

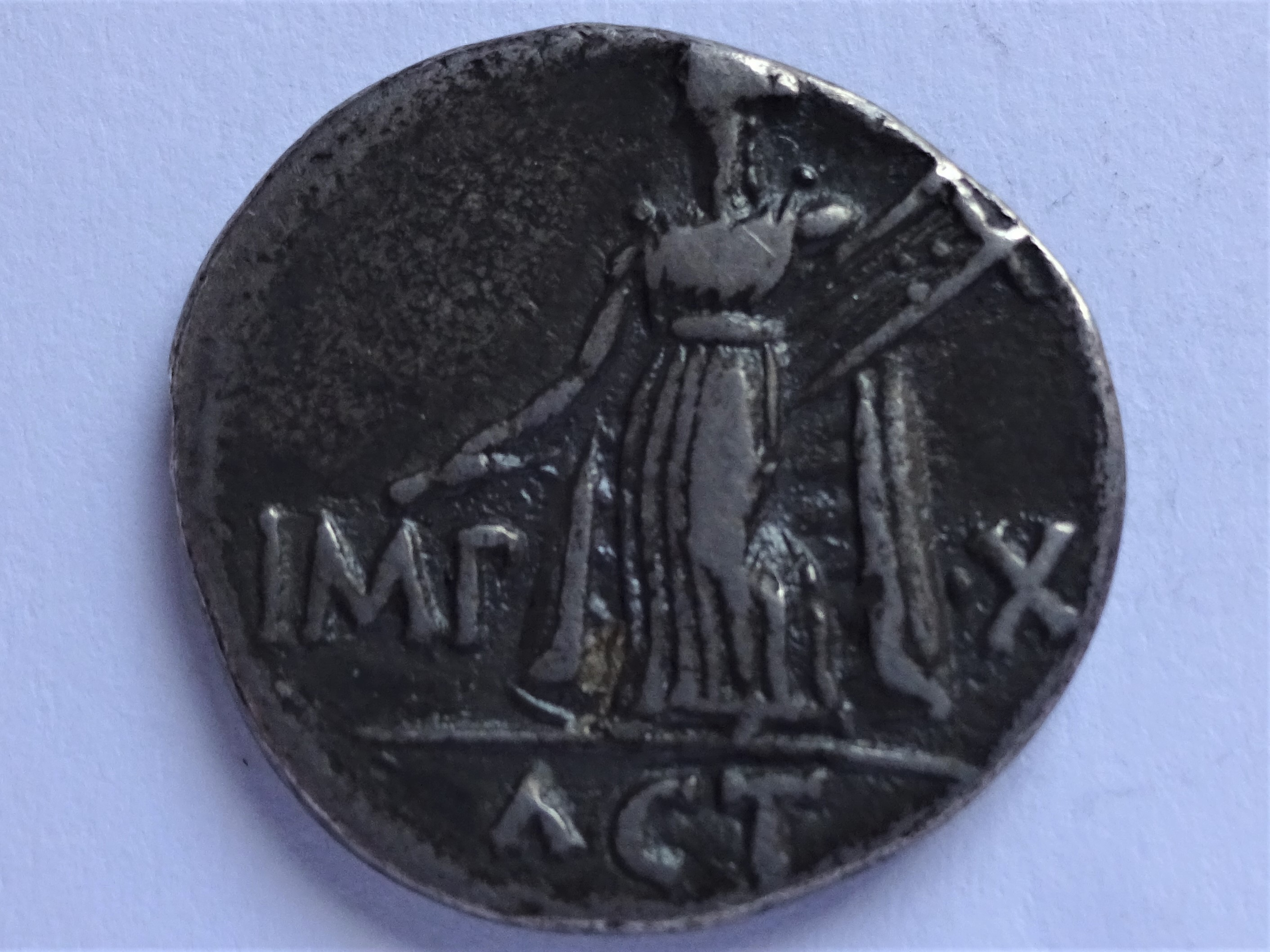
Denar des Augustus auf die Schlacht bei Actium

Actium (altgriechisch Ἄκτιον Aktion) war in der Antike der Name einer flachen Halbinsel gegenüber dem heutigen Preveza an der griechischen Westküste, rechter Hand der Einfahrt zum Ambrakischen Golf. Im Mittelalter hieß die Halbinsel Punta. Heute befindet sich dort der Flughafen Aktio.
Hier befand sich das um 600 v. Chr. von korinthischen Siedlern Anaktorions begründete Heiligtum des Apollon Aktios. 425 v. Chr. wurde es von den Akarnanen erobert und zu einem Bundesheiligtum. Seit dem 5. Jahrhundert v. Chr. erscheint auf den Münzen Anaktorions die Göttin Aktia. Ihr war das jährlich stattfindende Fest, die Aktia (Ἄκτια), gewidmet. Ab 216 v. Chr. stand das Heiligtum unter Aufsicht des Akarnanischen Koinon. Nachdem die Spiele ab 27 v. Chr. von Augustus nach Nikopolis verlagert worden waren, sank die Bedeutung des Heiligtums.
Die Häfen Actiums dienten häufig als Ankerplatz von Kriegsflotten oder als Reisestation. Eine nennenswerte Ansiedlung ist nicht entstanden; ein Dorf ist jedoch bezeugt. In der Kaiserzeit war Actium Station des cursus publicus.
Actium war im Jahr 31 v. Chr. Schauplatz der berühmten Seeschlacht zwischen der Flotte Octavians (des späteren Kaisers Augustus) auf der einen und den Flotten des Marcus Antonius und der Kleopatra auf der anderen Seite. Der Sieg Octavians brachte die endgültige Entscheidung im Bürgerkrieg und führte zur unumschränkten Alleinherrschaft (Prinzipat). In der Folge wurde Actium von Augustus zum Symbol seines Sieges und seiner Herrschaft erhoben. Er vergrößerte oder erneuerte das Heiligtum und setzte eine monumentale Weihe-Inschrift. Zudem ließ Augustus Denare mit verschiedenen Rückseitendarstellungen prägen, die auf den Sieg bei Actium Bezug nehmen. Dazu gehören der Apollon von Actium mit Kithara in der Hand und den Buchstaben ACT im Abschnitt und der Actiumbogen auf dem Forum Romanum.